# Coppa delle Coppe 1989-1990 (pallamano maschile)
La Coppa delle Coppe 1989-1990 è stata la 15ª edizione del torneo europeo di pallamano riservato alle squadre vincitrici delle coppe nazionali. È stata organizzata dall'International Handball Federation, la federazione internazionale di pallamano. La competizione è iniziata ad ottobre 1989 si è conclusa il 29 maggio 1990.
Il torneo è stato vinto dalla compagine spagnola del Club Balonmano Cantabria per la 1ª volta nella sua storia.

## Risultati

### Primo turno
| Squadra 1                | Squadra 2               | Andata                       | Ritorno                     | Totale        |
| ------------------------ | ----------------------- | ---------------------------- | --------------------------- | ------------- |
| RK Medveščak             | HC Empor Rostock        | Zagabria                     | Rostock, 7 ottobre 1989     | 58 - 59       |
| RK Medveščak             | HC Empor Rostock        | 33 - 31                      | 25 - 28                     | 58 - 59       |
| KC Veszprém              | Stella Rossa Bratislava | Veszprém, 1º ottobre 1989    | Bratislava, 6 ottobre 1989  | 43 - 42       |
| KC Veszprém              | Stella Rossa Bratislava | 23 - 18                      | 20 - 24                     | 43 - 42       |
| Virum Sorgenfri HK       | Viking Håndball         | Virum                        |                             | 22 - 19       |
| Virum Sorgenfri HK       | Viking Håndball         | 22 - 19                      |                             | 22 - 19       |
| Hapoel Rishon Le Zion    | Sporting Clube          | Rishon LeZion                | Lisbona                     | 58 - 47       |
| Hapoel Rishon Le Zion    | Sporting Clube          | 40 - 24                      | 18 - 23                     | 58 - 47       |
| SSV Brixen               | ATSE Graz               | Bressanone, 8 ottobre 1989   | Graz                        | 35 - 35 (gfc) |
| SSV Brixen               | ATSE Graz               | 21 - 19                      | 14 - 16                     | 35 - 35 (gfc) |
| Grasshopper-Club         | Biscuileri Spor Kulubu  | Zurigo                       | Istanbul                    | 60 - 49       |
| Grasshopper-Club         | Biscuileri Spor Kulubu  | 35 - 20                      | 25 - 29                     | 60 - 49       |
| Dinamo Astrachan'        | VIF Dimitrov Sofia      | Astrachan', 1º ottobre 1989  | Astrachan', 2 ottobre 1989  | 73 - 51       |
| Dinamo Astrachan'        | VIF Dimitrov Sofia      | 37 - 25                      | 36 - 26                     | 73 - 51       |
| VfL Gummersbach          | Red Boys Differdange    | Gummersbach, 1º ottobre 1989 | Gummersbach, 2 ottobre 1989 | 53 - 24       |
| VfL Gummersbach          | Red Boys Differdange    | 30 - 15                      | 23 - 9                      | 53 - 24       |
| HC Herstal Liège         | HV Aalsmeer             | Herstal                      | Aalsmeer                    | 35 - 35 (gfc) |
| HC Herstal Liège         | HV Aalsmeer             | 23 - 20                      | 12 - 15                     | 35 - 35 (gfc) |
| Riihimäki Cocks          | Wybrzeze Gdansk         | Riihimäki                    | Danzica                     | 35 - 46       |
| Riihimäki Cocks          | Wybrzeze Gdansk         | 17 - 18                      | 18 - 28                     | 35 - 46       |
| Ionikos Atene            | AEL Limassol            | Atene                        | Limassol, 7 ottobre 1989    | 72 - 38       |
| Ionikos Atene            | AEL Limassol            | 32 - 21                      | 40 - 17                     | 72 - 38       |
| Ungmennafélagið Stjarnan | HK Drott                | Garðabær                     | Halmstad                    | 34 - 47       |
| Ungmennafélagið Stjarnan | HK Drott                | 14 - 23                      | 20 - 27                     | 34 - 47       |

### Ottavi di finale
| Squadra 1           | Squadra 2                | Andata                         | Ritorno                         | Totale  |
| ------------------- | ------------------------ | ------------------------------ | ------------------------------- | ------- |
| HC Empor Rostock    | Club Balonmano Cantabria | Rostock, 4 novembre 1989       | Santander, 12 novembre 1989     | 49 - 52 |
| HC Empor Rostock    | Club Balonmano Cantabria | 26 - 25                        | 23 - 27                         | 49 - 52 |
| TV Grosswallstadt   | USAM Nîmes               | Großwallstadt, 5 novembre 1989 | Nîmes, 12 novembre 1989         | 43 - 33 |
| TV Grosswallstadt   | USAM Nîmes               | 24 - 15                        | 19 - 18                         | 43 - 33 |
| KC Veszprém         | Virum Sorgenfri HK       | Veszprém, 5 novembre 1989      | Virum, 12 novembre 1989         | 49 - 43 |
| KC Veszprém         | Virum Sorgenfri HK       | 29 - 20                        | 20 - 23                         | 49 - 43 |
| HC Minaur Baia Mare | Hapoel Rishon Le Zion    | Baia Mare, 5 novembre 1989     | Rishon LeZion, 12 novembre 1989 | 51 - 44 |
| HC Minaur Baia Mare | Hapoel Rishon Le Zion    | 33 - 23                        | 18 - 21                         | 51 - 44 |
| Grasshopper-Club    | ATSE Graz                | Zurigo, 5 novembre 1989        | Graz, 12 novembre 1989          | 43 - 42 |
| Grasshopper-Club    | ATSE Graz                | 24 - 24                        | 19 - 18                         | 43 - 42 |
| Dinamo Astrachan'   | VfL Gummersbach          | Astrachan', 5 novembre 1989    | Gummersbach, 12 novembre 1989   | 38 - 43 |
| Dinamo Astrachan'   | VfL Gummersbach          | 16 - 22                        | 22 - 21                         | 38 - 43 |
| HV Aalsmeer         | Wybrzeze Gdansk          | Aalsmeer, 5 novembre 1989      | Danzica, 12 novembre 1989       | 41 - 51 |
| HV Aalsmeer         | Wybrzeze Gdansk          | 20 - 24                        | 21 - 27                         | 41 - 51 |
| HK Drott            | Ionikos Atene            | Halmstad, 5 novembre 1989      | Atene, 12 novembre 1989         | 52 - 32 |
| HK Drott            | Ionikos Atene            | 28 - 12                        | 24 - 20                         | 52 - 32 |

### Quarti di finale
| Squadra 1           | Squadra 2                | Andata                       | Ritorno                  | Totale  |
| ------------------- | ------------------------ | ---------------------------- | ------------------------ | ------- |
| TV Grosswallstadt   | Club Balonmano Cantabria | Großwallstadt, 18 marzo 1990 | Santander, 25 marzo 1990 | 38 - 42 |
| TV Grosswallstadt   | Club Balonmano Cantabria | 25 - 19                      | 13 - 23                  | 38 - 42 |
| HC Minaur Baia Mare | KC Veszprém              | Baia Mare, 18 marzo 1990     | Veszprém, 8 aprile 1990  | 40 - 44 |
| HC Minaur Baia Mare | KC Veszprém              | 22 - 25                      | 18 - 19                  | 40 - 44 |
| VfL Gummersbach     | Grasshopper-Club         | Gummersbach, 18 marzo 1990   | Zurigo, 25 marzo 1990    | 48 - 38 |
| VfL Gummersbach     | Grasshopper-Club         | 25 - 17                      | 23 - 21                  | 48 - 38 |
| HK Drott            | Wybrzeze Gdansk          | Halmstad, 18 marzo 1990      | Danzica, 25 marzo 1990   | 45 - 40 |
| HK Drott            | Wybrzeze Gdansk          | 26 - 18                      | 19 - 22                  | 45 - 40 |

### Semifinali
| Squadra 1       | Squadra 2                | Andata                      | Ritorno                   | Totale  |
| --------------- | ------------------------ | --------------------------- | ------------------------- | ------- |
| KC Veszprém     | Club Balonmano Cantabria | Veszprém, 21 aprile 1990    | Santander, 28 aprile 1990 | 45 - 54 |
| KC Veszprém     | Club Balonmano Cantabria | 24 - 29                     | 21 - 25                   | 45 - 54 |
| VfL Gummersbach | HK Drott                 | Gummersbach, 22 aprile 1990 | Halmstad, 28 aprile 1990  | 39 - 40 |
| VfL Gummersbach | HK Drott                 | 22 - 19                     | 17 - 21                   | 39 - 40 |

### Finale
| Squadra 1 | Squadra 2                | Andata                   | Ritorno                   | Totale  |
| --------- | ------------------------ | ------------------------ | ------------------------- | ------- |
| HK Drott  | Club Balonmano Cantabria | Halmstad, 24 maggio 1990 | Santander, 29 maggio 1990 | 42 - 45 |
| HK Drott  | Club Balonmano Cantabria | 24 - 22                  | 18 - 23                   | 42 - 45 |

## Campioni
| Vincitore della Coppa delle Coppe 1989-1990 |
| ------------------------------------------- |
| Club Balonmano Cantabria 1º titolo          |